# Dominikanische Laiengemeinschaften
Dominikanische Laiengemeinschaften, ursprünglich Brüder und Schwestern von der Buße des hl. Dominikus, seit 1974 auch Dominikanische Gemeinschaften oder kurz Laiendominikaner genannt, sind Mitglieder der römisch-katholischen Kirche, die sich der Ordensfamilie der Dominikaner angeschlossen haben und ein christliches Leben im Geiste der dominikanischen Tradition leben wollen.

## Grundzüge
Laiendominikaner gestalten ihr Leben in ihrem jeweiligen Stand und Beruf nach der Spiritualität des Dominikanerordens. In der Vergangenheit wurden die aus Laien bestehenden Gemeinschaften auch als „dritter Orden“ bezeichnet und ihre Mitglieder als „Tertiare“. Zusammen mit den Brüdern (dem „ersten Orden“) und den Moniales (kontemplativen Schwestern, dem „zweiten Orden“), den apostolischen Schwestern (die oft auch zum „dritten Orden“ gezählt werden) sowie den Weltpriestergemeinschaften (manchmal als „vierter Zweig“ bezeichnet), bilden sie die Dominikanische Familie.
Die Laien haben Anteil am Apostolat des Predigerordens: der Verkündigung des Evangeliums in Wort und Praxis. Die dominikanische Spiritualität ruht auf drei Säulen, die "Predigt" in diesem weiteren Sinne ermöglichen:
1. Studium: Auseinandersetzung mit dem Evangelium, der Ordenstradition, dem kirchlichen Lehramt und Analysen der Gegenwart
2. Kontemplation: Das Hören auf Gott in Gebet, Wallfahrt, Mediation als innere Sammlung für ein Wirken im Alltag
3. Gemeinschaft: Das gemeinsame Gespräch, das Teilen des Lebens und Glaubens, auch die Diskussion der „Zeichen der Zeit“

## Eingliederung
Dominikanische Laien leben in örtlichen oder überregionalen Fraternitäten oder als Einzelmitglieder. Die Aufnahme in eine Fraternität erfolgt stufenweise. Zunächst wird der Interessent als Postulant für mindestens sechs Monate aufgenommen. Diese Zeit dient der Einführung und dem gegenseitigen Kennenlernen. Hieran schließt sich ein in der Regel einjähriges Noviziat an, das der tiefergehenden Ausbildung dient. Dem Novizen wird eine umfassende Einführung in die dominikanische Spiritualität, Geschichte und Ordensstruktur vermittelt. Diese Phase fördert selbstständiges Studium, reflektiert aktuelle kirchliche und gesellschaftliche Themen und beinhaltet Kurse, Exkursionen und Studientagungen. Nach Abschluss des Noviziats bindet sich der Novize zunächst für drei Jahre mit einem zeitlichen Versprechen an die Fraternität. Danach kann eine endgültige Bindung erfolgen. Aufnahme und Versprechen werden durch den Präsidenten der Fraternität und den Geistlichen Begleiter im Rahmen eines Gottesdienstes vollzogen.

## Bedeutung
Durch ihre Eingliederung in den Orden haben die Laiendominikaner einen auf ihre besondere Weise eigenen kirchlichen Auftrag im Predigerorden: Sie haben Anteil an seiner Sendung, nämlich der Verkündigung und Ausbreitung des Glaubens. Dementsprechend heißt es in der Regel von 1985: „Als Mitglieder des Ordens sind sie auf ihre Weise Träger der apostolischen Sendung in Gebet, Studium und Predigt.“ Nach Vincent de Couesnongle OP, der von 1974 bis 1983 Ordensmeister der Dominikaner war, lebt der Tertiar „heute nicht mehr in der dem Kloster angeschlossenen Herberge. Er ‚wohnt‘ aufgrund seines Engagements und seiner Mitverantwortung im Kloster selbst. Das heißt, der ganze Orden würde es sehr spüren, wenn der Laie fehlen würde.“ Die Laiendominikaner tragen durch regelmäßiges Gebet, theologische Weiterbildung und soziale Aktivitäten zur missionarischen und pastoralen Präsenz des Ordens in der Welt bei. Ihre Perspektive ermöglicht es dem Gesamtorden, die Nöte, Sehnsüchte und Fragen der Menschen besser zu verstehen. Ohne die engagierte Mitwirkung der Laien, würde dem Orden ein wesentlicher Zugang zur Welt fehlen.
Weltweit gibt es ca. 129.000 inkorporierte Laien, von denen fast 118.000 in Asien leben. Allein in Vietnam gibt es über 100.000 Laiendominikaner. In Deutschland und Österreich lebten im Jahr 2024 etwa 190 Laien in achtzehn Gemeinschaften.

## Geschichte
Im 13. Jahrhundert entstanden die Bettelorden. Am 21. Januar 1217 erkannte Papst Honorius III. den Orden der Predigerbrüder (Ordo Praedicatorum) an. Gruppierungen von Laien formierten sich bald im Umfeld der entstehenden Dominikanerklöster. Wesentliche Wurzeln der dominikanischen Bruderschaften waren zum einen die Bußbewegung, aus welcher die Brüder und Schwestern von der Buße des heiligen Dominikus hervorgingen, deren Statuten der siebte Ordensmeister der Predigerbrüder, Munio von Zamora OP (1285–1291), im Jahr 1286 für die Gruppierung in Orvieto bestätigte. Zum anderen gab es die „Miliz Jesu Christi“, ein „den Dominikanern unterstellter militärischer Ritterorden“.
Im 15. Jahrhundert breiteten sich dominikanische Drittordensgemeinschaften im Zuge der Observanzbewegung aus. „Die Regel des angeblich vergessenen und 1405 päpstlich approbierten dritten Ordens war von Thomas Caffarini unter Berufung auf Munio von Zamora zusammengestellt worden und ist […] ab dem 15. Jahrhundert nachweisbar […] Viele Frauengemeinschaften nahmen zwischen dem 15. und 18. Jahrhundert die Drittordensregel an“. Papst Leo X. erwähnt 1515 in seiner Bulle über die Errichtung der niederländischen Provinz Germania Inferior die colligiisque sororum tercii habitus seu de paenitentia sancti Dominici („Vereinigungen der Schwestern gemäß der dritten Lebensweise oder von der Buße des hl. Dominikus.“)
1923 erfolgten erste Änderungen der Regel. Eine Neubestimmung des Verhältnisses der einzelnen Ordenszweige zueinander erfolgte in der Mitte des 20. Jahrhunderts. In diesem Rahmen wurde den Schwestern und Brüdern des dritten Ordens größere Freiheit und Eigenverantwortlichkeit gegeben. Seitdem lauten die Bezeichnungen nicht mehr erster, zweiter und dritter Orden, sondern alle verstehen sich als Zweige der „dominikanischen Familie“. 1985 fand der erste Internationale Kongress der Dominikanischen Laiengemeinschaften in Montreal (Kanada) statt. Die Regel der weltlichen Laien wurde grundlegend überarbeitet.

## Bekannte Angehörige des dritten Ordens
Heilige Tertiaren waren Katharina von Siena, Rosa von Lima, Zdislava von Lämberg, Katharina von Ricci, Martin von Porres, Louis-Marie Grignion de Montfort und Johannes Macias; als Selige werden Albert von Bergamo, Stephana Quinzan, Magdalena Panatieri, Osanna von Mantua, Osanna von Kotor, Marie Poussepin, Bartolo Longo, Laurentius Ruiz von Manila, Zephyrinus Giménez Malla, Dominikus Pham Trong Kham und Pier Giorgio Frassati verehrt.
Zu bekannten Laiendominikanern zählen Dante Alighieri, Niklas Koppernigk sen., Claudia Felizitas von Österreich-Tirol, Sigrid Undset, Arnold Janssen, Matthias Eberhard, Benedikt XV., Martin Grabmann, Friedrich Christian von Sachsen, Liane de Pougy, Margarete Sommer, Pier Giorgio Frassati, Jane Wyman, Aldo Moro, Hanna Renate Laurien, Thomas Lemmen, Anna Iwanowna Abrikossowa und Melanie Miehl.

## Organisation
Die Laiendominikaner sind weltweit vernetzt und in Provinzen eingeteilt. Eine Provinz besteht aus örtlichen oder überregionalen Gruppen, den Fraternitäten, wobei es an einem Ort durchaus mehrere Gruppen geben kann. In Deutschland und Österreich existiert seit Januar 2024 die Provinz des hl. Albert. Zuvor gab es eine Unterscheidung zwischen der norddeutschen „Teutonia“ und der süddeutsch-österreichischen Provinz.
Zur Zeit bestehen Fraternitäten an den folgenden Orten:
- Gemeinschaft vom Heiligen Grab, Bamberg
- Katharina von Siena, Berlin
- Lacordaire, Berlin
- Maria Königin, Bronnbach
- Giorgio La Pira, Düsseldorf
- Las Casas, Düsseldorf
- Jordan von Sachsen, Freiburg i.Br.
- Laiengemeinschaft, Graz
- Santa Caterina da Siena, Hamburg
- Albertus Magnus, Köln
- Katherina von Siena, Köln
- St. Johannes von Köln, Köln
- Thomas von Aquin, Köln
- Heiligste Dreifaltigkeit, Landsberg/Lech
- Johannes Tauler, Mainz (in Gründung)
- Unsere Liebe Frau vom Rosenkranz, Regensburg
- Rosenkranzkönigin, Wettenhausen
- Maria Magdalena, Wien